# Григорьев, Лев Николаевич
Григорьев Лев Николаевич (6 октября 1925, Ленинград — 10 июня 2017) — ученый в области радиолокации, заслуженный конструктор РСФСР, профессор, старейший сотрудник оборонного предприятия АО ВНИИРТ.

## Биография
По окончании восьмого класса в 17 лет отправился на фронт Великой Отечественной войны. Воевал под Кёнигсбергом, в Польше, участвовал в форсировании Одера и штурме Берлина. Закончил войну в Венгрии в звании гвардии сержанта, командира минометного расчета. Награждён боевыми наградами: два ордена Красной звезды, две медали «За отвагу», медали «За взятие Праги», «За взятие Берлина», «За победу над Германией в Великой Отечественной войне 1941—1945 гг.». Получил высшее образование в 1950 году, был направлен на оборонное предприятие НИИ-20 (ныне ВНИИРТ), где были созданы РЛС дальнего обнаружения. В 1953 году — старший инженер, в 1955 — ведущий инженер. В 1958 году он поступил в аспирантуру НИИ-20, которую закончил в 1961. Защитил диссертацию в 1963 году. В 1964—1965 — начальник лаборатории 441. В 1965—1975 — начальник отдела. В 1975—1986 начальник отделения НИО-4. В 1986 вернулся в лабораторию 441, которую возглавлял до 2006. В 2006—2010 — заведующий аспирантурой ВНИИРТ, с 2010 до смерти работал преподавателем аспирантуры ВНИИРТ.
Главный вклад — разработка радиолокационных систем для нескольких поколений РЛС дальнего обнаружения. Начав с разработки и испытаний таких РЛС как «Алтай» и «Вершина», продолжил участвовать в создании как заместитель главного конструктора целых семейств РЛС «Каста» и «Гамма». Автор множества статей, изобретений и патентов.
За последние 10 лет им были написаны и изданы несколько учебников в том числе монография «Цифровое формирование диаграммы направленности в фазированных антенных решетках».
За достижения в деле разработки оборонной техники профессору Л. Н. Григорьеву присвоено почетное звание «Заслуженный конструктор РСФСР», За вклад в дело подготовки инженерных кадров в 1982 г. награждён орденом «Знак Почета». Награждён медалью «Ветеран труда» и знаком «Почетный радист СССР».